# Ballarò (cognome)
Ballarò è un cognome di lingua italiana.

## Varianti
Il cognome non presenta varianti.

## Origine e diffusione
Il cognome è tipicamente siciliano.
Potrebbe derivare dal toponimo Ballarò o dal mestiere di ballerino, risultando in questo caso variante del cognome Balli.